# Aspitates acuminaria
Aspitates acuminaria är en fjärilsart som beskrevs av Eduard Friedrich Eversmann 1851. Aspitates acuminaria ingår i släktet Aspitates och familjen mätare. Inga underarter finns listade i Catalogue of Life.